# Nationaal Park Basjkiria
Nationaal Park Basjkiria (Russisch: Национальный парк Башкирия; Basjkiers: Башҡортостан милли паркы) is een nationaal park gelegen in de Russische deelrepubliek Basjkortostan in de Zuidelijke Oeral. De oprichting tot nationaal park vond plaats op 11 september 1986 per decreet (№ 398/1986) van de Raad van Ministers van de Russische SFSR. Het nationaal park heeft een oppervlakte van 823 km² en werd gecreëerd om de bergbossen van de Zuidelijke Oeral te behouden en beschermen. Op 12 juni 2012 werd het gebied opgenomen in het Mens- en Biosfeerprogramma (MAB) van UNESCO. Sindsdien maakt het nationaal park deel uit van Biosfeerreservaat Basjkierse Oeral, samen met enkele andere natuurreservaten waaronder Zapovednik Sjoelgan-Tasj.

## Kenmerken
Nationaal Park Basjkiria is gelegen tussen de rivieren Noegoesj en Belaja en omvat de bergketens Oetjamysj, Kibiz en Basj-Alataoe. Deze bergketens bestaan uit kalksteen en dolomiet, met als gevolg dat na verloop van tijd typische karstelementen gevormd konden worden, zoals grotten, kloven en gouffres. Biotopen die men in dit landschap aantreft zijn bergrivieren, bergsteppen en loof-, naald- en gemengde bossen. De dominante bosvormende soorten in loofbossen zijn de winterlinde (Tilia cordata), bergiep (Ulmus glabra), fladderiep (Ulmus laevis), Noorse esdoorn (Acer platanoides) en zomereik (Quercus robur). Naaldhoutbestanden bestaan doorgaans uit Siberische den (Pinus sibirica) en Siberische spar (Picea obovata).

## Dierenwereld
In het nationaal park komen nagenoeg alle zoogdieren voor die men in de Zuidelijke Oeral kan verwachten. Zo leven hier onder meer de Aziatische das (Meles leucurus), Siberische grondeekhoorn (Tamias sibiricus), bruine beer (Ursus arctos), wolf (Canis lupus), boommarter (Martes martes), gewone vliegende eekhoorn (Pteromys volans) en sneeuwhaas (Lepus timidus).

## Karstbrug
Een bijzonder geografisch object is de natuurlijke karstbrug die is ontstaan over het riviertje Koeperlja. Deze brug bestaat uit twee secties, heeft een boog van 35 meter en een breedte van 4 meter. De grootste opening in de brug heeft een hoogte van 10 meter.

## Afbeeldingen

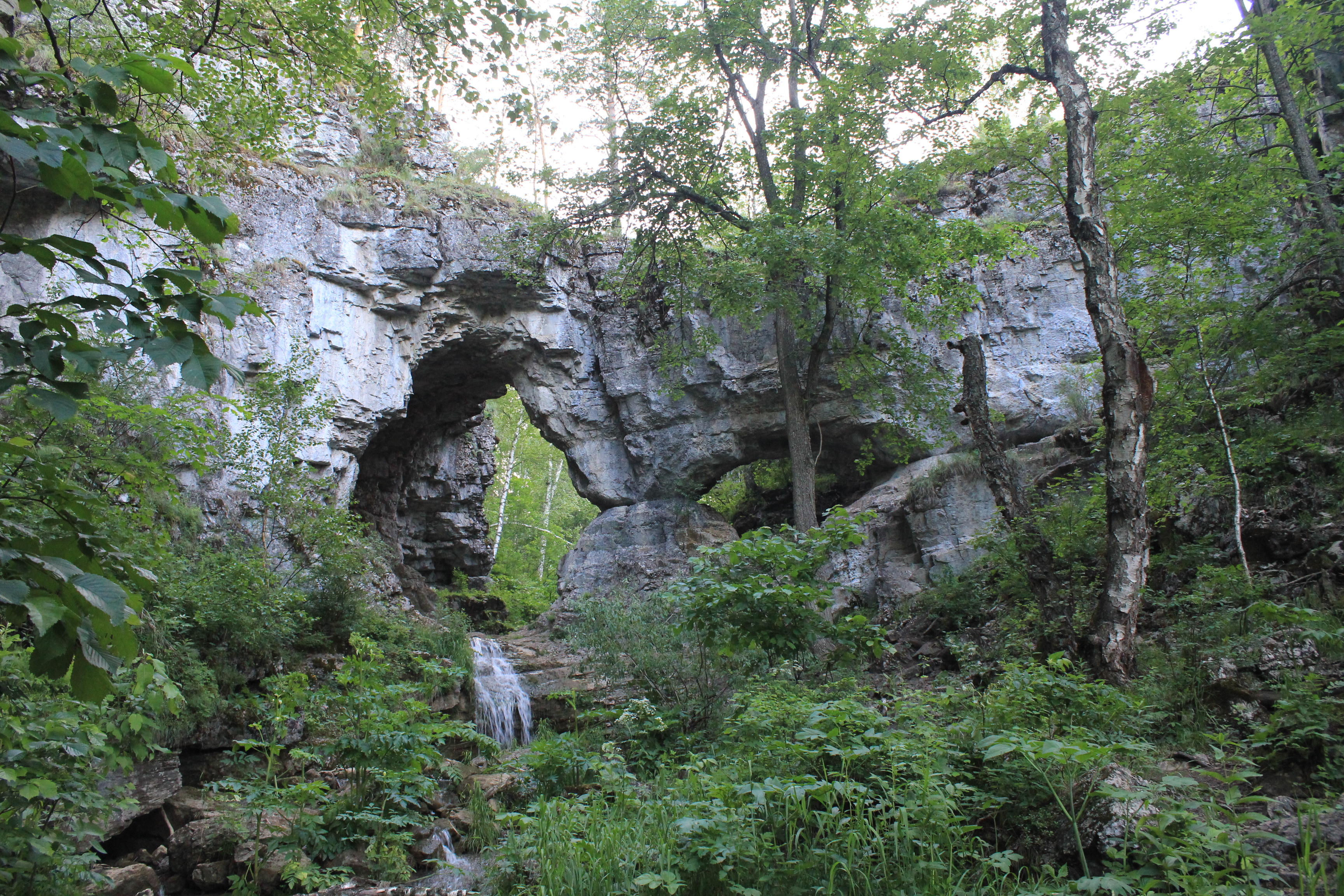
Karstbrug over de Koeperlja en een kleine waterval.
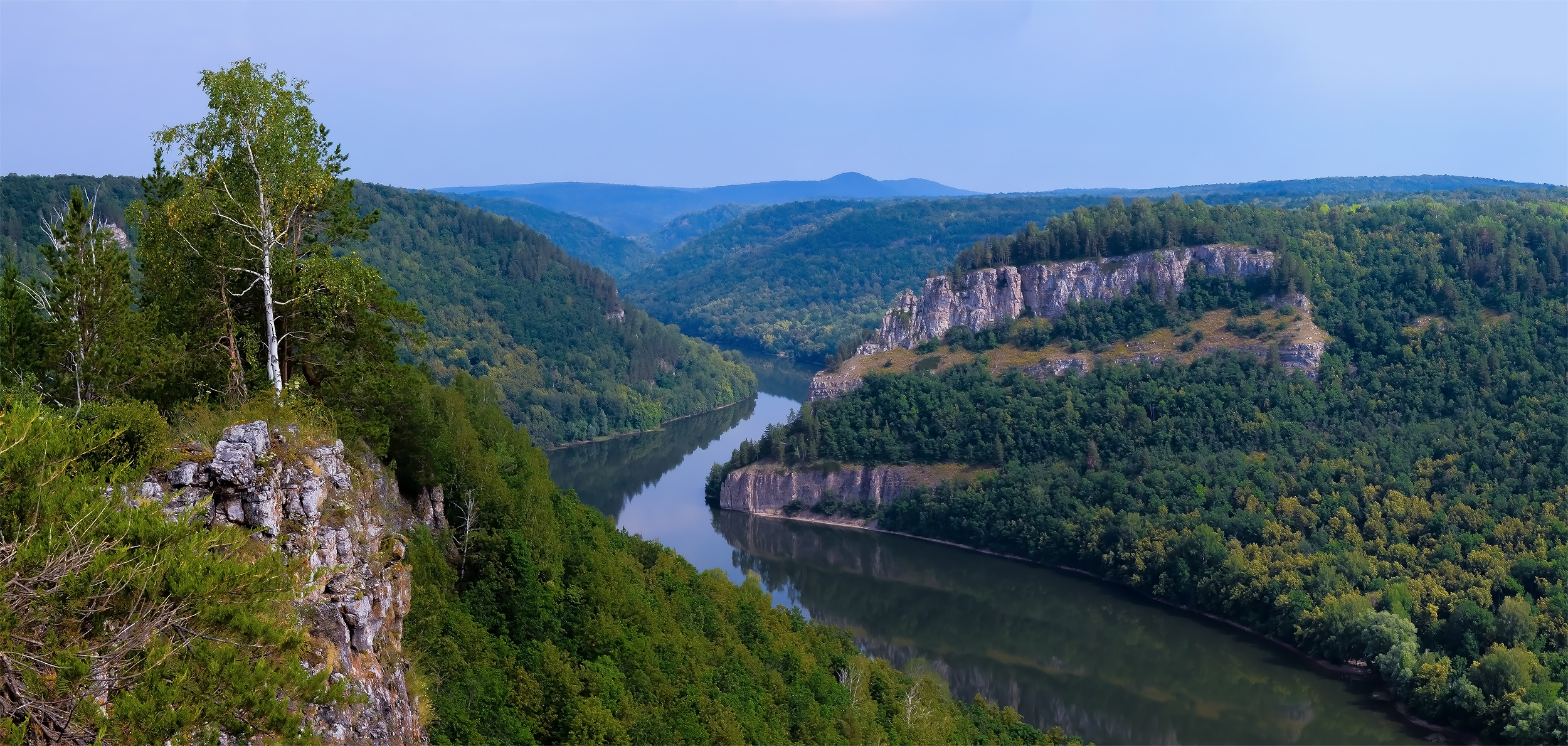
Kloven aan de oevers van de rivier Noegoesj.
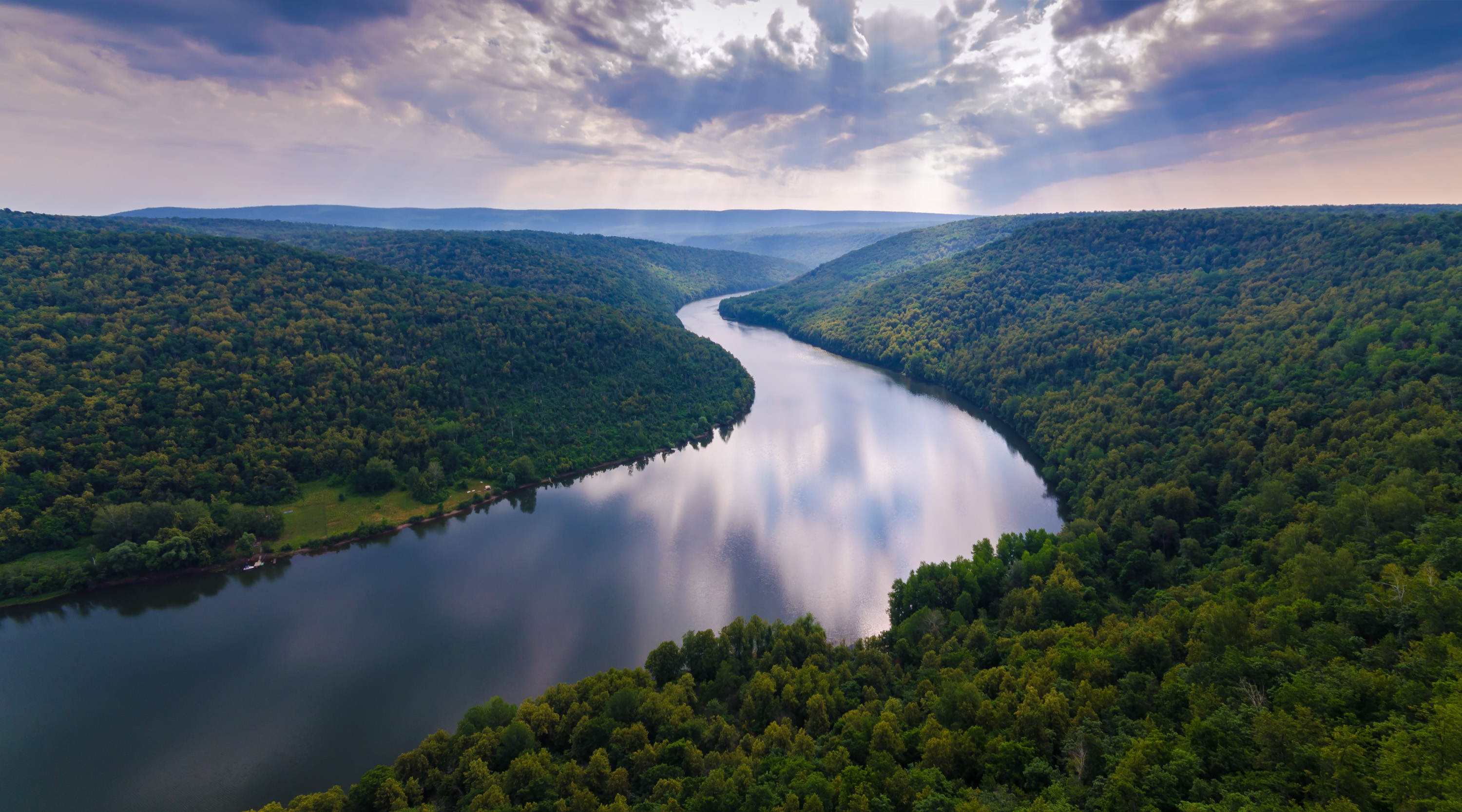
De rivier Noegoesj in het nationaal park.